# St. Johannes der Täufer (Haselbach)

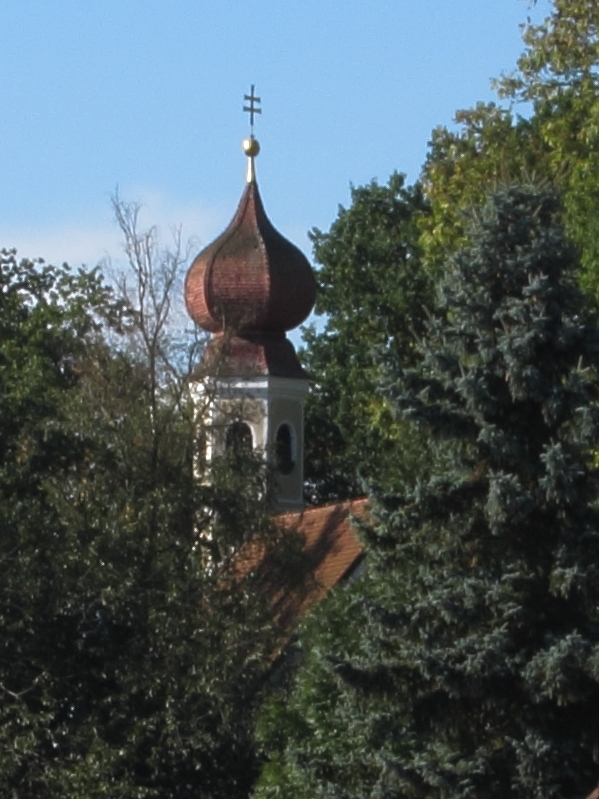
St. Johannes der Täufer in Haselbach

Die römisch-katholische Filialkirche St. Johannes der Täufer steht in Haselbach, einem Gemeindeteil von Bockhorn im oberbayerischen Landkreis Erding. Das Bauwerk ist in der Liste der Baudenkmäler in Bockhorn (Oberbayern) als Baudenkmal unter der Nr. D-1-77-113-12 eingetragen. Die Kirche gehört zum Dekanat Erding im Erzbistum München und Freising.

## Beschreibung
Die romanische Saalkirche wurde um 1200 erbaut. Auf dem Satteldach des Kirchenschiffs erhebt sich im Westen ein sechseckiger, mit einer Zwiebelhaube bedeckter Dachreiter.
Der Innenraum wurde in der zweiten Hälfte des 17. Jahrhunderts mit einem Stichkappengewölbe überspannt. Auf dem Hochaltar stehen die barocken Statuetten des heiligen Sebastian, des Johannes des Täufers und des Evangelisten Johannes.